# سد دوهوپ
سد دوهوپ (به لاتین: De Hoop Dam) یک سد در آفریقای جنوبی است که در لیمپوپو واقع شده است.